# Velenice

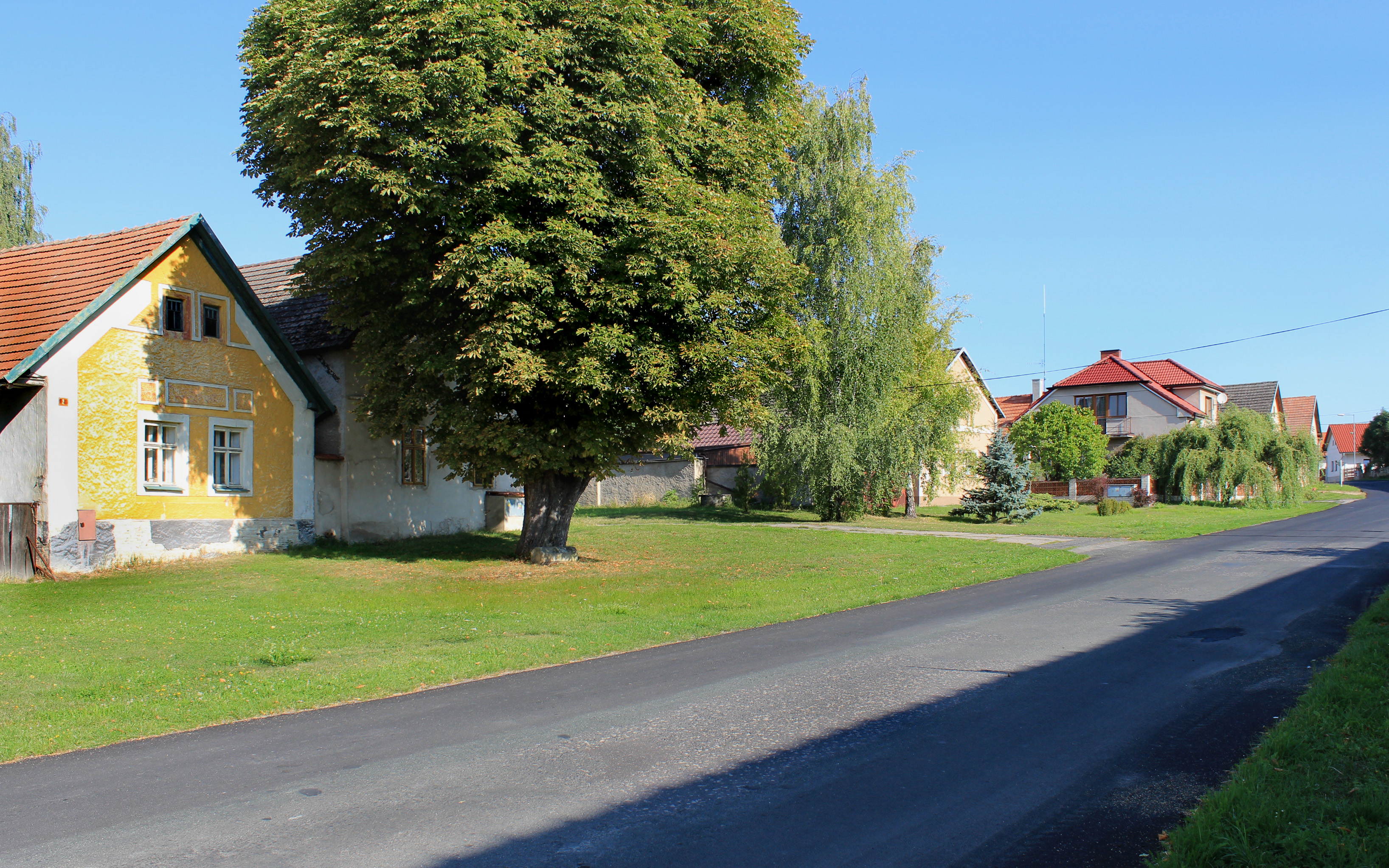
Der Doftplatz

Velenice (deutsch Wellenitz, auch Welenitz) ist eine Gemeinde in Tschechien. Sie liegt elf Kilometer nordöstlich von Poděbrady und gehört zum Okres Nymburk.

## Geographie
Velenice befindet sich am Bach Velenický potok auf der Ostböhmischen Tafel. im Südosten erhebt sich der Hügel Herhulec (Herhuletz, 234 m). Westlich der Gemeinde verläuft die Staatsstraße 32 zwischen Poděbrady und Jičín.
Nachbarorte sind Činěves im Norden, Poušť im Nordosten, Vinice und Městec Králové im Osten, Podmoky im Süden, Ostrov und Úmyslovice im Südwesten sowie Netřebice im Westen.

## Geschichte
Velenice wurde 1305 erstmals urkundlich erwähnt, als Wenzel II. das Dorf und einen Teil von Podmoky dem Benediktinerinnenkloster St. Georg auf der Prager Burg als Ersatz für andere von ihm versetzte Güter überließ. Unter Kaiser Sigismund kam das Dorf 1437 zur Herrschaft Podiebrad zurück. Der Vogtshof in Velenice wurde 1530 zum Lehnhof erhoben. Die Bewohner des Dorfes waren Protestanten, und auch nach dem Dreißigjährigen Krieg blieb Velenice überwiegend evangelisch. 1770 wurden die Häuser nummeriert.
Nach dem Josephinischen Toleranzpatent begann 1785 der Bau eines evangelischen Bethauses in Novohrady. Im Jahre 1782 lebten in dem Dorf lediglich 80 Katholiken. 1826 hatte der Ort 698 Einwohner, davon lebten 257 in Velenice und 441 in Novohrady. 1829 suchte die evangelische Gemeinde bei Christian Friedrich Spittler um Unterstützung für den Bau einer Kirche.
Nach der Aufhebung der Patrimonialherrschaften bildete Velenice ab 1850 mit dem Ortsteil Novohrady eine Gemeinde im Bezirk Poděbrady. 1921 bestand die Gemeinde aus 128 Wohngebäuden. 49 davon gehörten zu Velenice und 73 zu Novohrady. Velenice hatte zu der Zeit 246 Einwohner und in Novohrady lebten 374 Menschen. 1924 beschloss das Innenministerium die Zusammenlegung der Ansiedlungen Velenice und Nové Hrady zu einer Einheit. Zum 1. Januar 1961 kam Velenice zum Okres Nymburk. 1980 erfolgte die Eingemeindung nach Činěves, seit 1990 besteht die Gemeinde wieder.

## Gemeindegliederung
Für die Gemeinde Velenice sind keine Ortsteile ausgewiesen. Zu Velenice gehört die Ortslage Nové Hrady (Nowohrad).

## Sehenswürdigkeiten
- evangelische Toleranzkirche, erbaut 1782 als Bethaus und in der Mitte des 19. Jahrhunderts zur Kirche ausgebaut
- Pfarrhaus, erbaut 1830 aus Plänerstein
- gusseisernes Kruzifix, aufgestellt zum Ende des 19. Jahrhunderts